# Borgo Valsugana
Borgo Valsugana es una localidad y comune italiana de la provincia de Trento, región de Trentino-Alto Adigio, con 6.731 habitantes.

## Celebridades
- Alcide De Gasperi aquí falleció.

## Evolución demográfica
| Gráfica de evolución demográfica de Borgo Valsugana entre 1861 y 2001 |
|                                                                       |
| Fuente ISTAT - elaboración gráfica de Wikipedia                       |